# اوسارپ
اوسارپ (به سوئدی: Åsarp) یک منطقهٔ مسکونی در سوئد است که در بخش فالشوپینگ شهرستان وسترا یوتلاند واقع شده‌است. اوسارپ ۰٫۸۸ کیلومتر مربع مساحت و ۵۹۸ نفر جمعیت دارد.
اوسارپ یک شهر کلیسایی است که در شمال کلیسای اوسارپ در وستریوتلاند است. نهر اتران از شمال در اطراف اوسارپ می‌گذرد و همچنین از بخش شمال غربی از جامعه آلوارد جریان می‌یابد.